# Émile Grumiaux
Émile Grumiaux (11 de junio de 1861-18 de mayo de 1932) fue un deportista francés que compitió en tiro con arco, en la modalidad de arco recurvo. Participó en los Juegos Olímpicos de París 1900, obteniendo una medalla de oro en la prueba sur la perche à la pyramide.

## Palmarés internacional
| Juegos Olímpicos | Juegos Olímpicos | Juegos Olímpicos | Juegos Olímpicos            |
| Año              | Lugar            | Medalla          | Prueba                      |
| ---------------- | ---------------- | ---------------- | --------------------------- |
| 1900             | París (Francia)  | Medalla de oro   | Sur la perche à la pyramide |